# Pariser-søretsdeklarationen
Paris-søretsdeklarationen, der vedtoges på kongressen i Paris den 16. april 1856 af repræsentanter for de europæiske stormagter (Frankrig, Preussen, Rusland, Storbritannien og Østrig) samt Tyrkiet og Sardinien, og som senere blev tiltrådt af de fleste andre magter, deriblandt Danmark, Norge og Sverige, fastslog i få korte sætninger vigtige søkrigsretlige regler, nemlig:
1. Kaperiets afskaffelse (la course est et demeure abolie).
2. Det neutrale flag dækker det fjendtlige gods med undtagelse af krigskontrabande.
3. Det neutrale gods kan med undtagelse af krigskontrabande ikke beslaglægges under fjendtligt flag. De to sidste sætninger fastslog således privatejendomsrettens ukrænkelighed i søkrig, bortset fra krigskontrabande og fjendtligt gods på fjendtligt skib.
4. Blokade skal, for at være gyldig, være effektiv, det vil sige opretholdes af en styrke, der er tilstrækkelig til virkelig at forhindre adgang til fjendens kyst.